# Modélisation de la performance de la chaussée

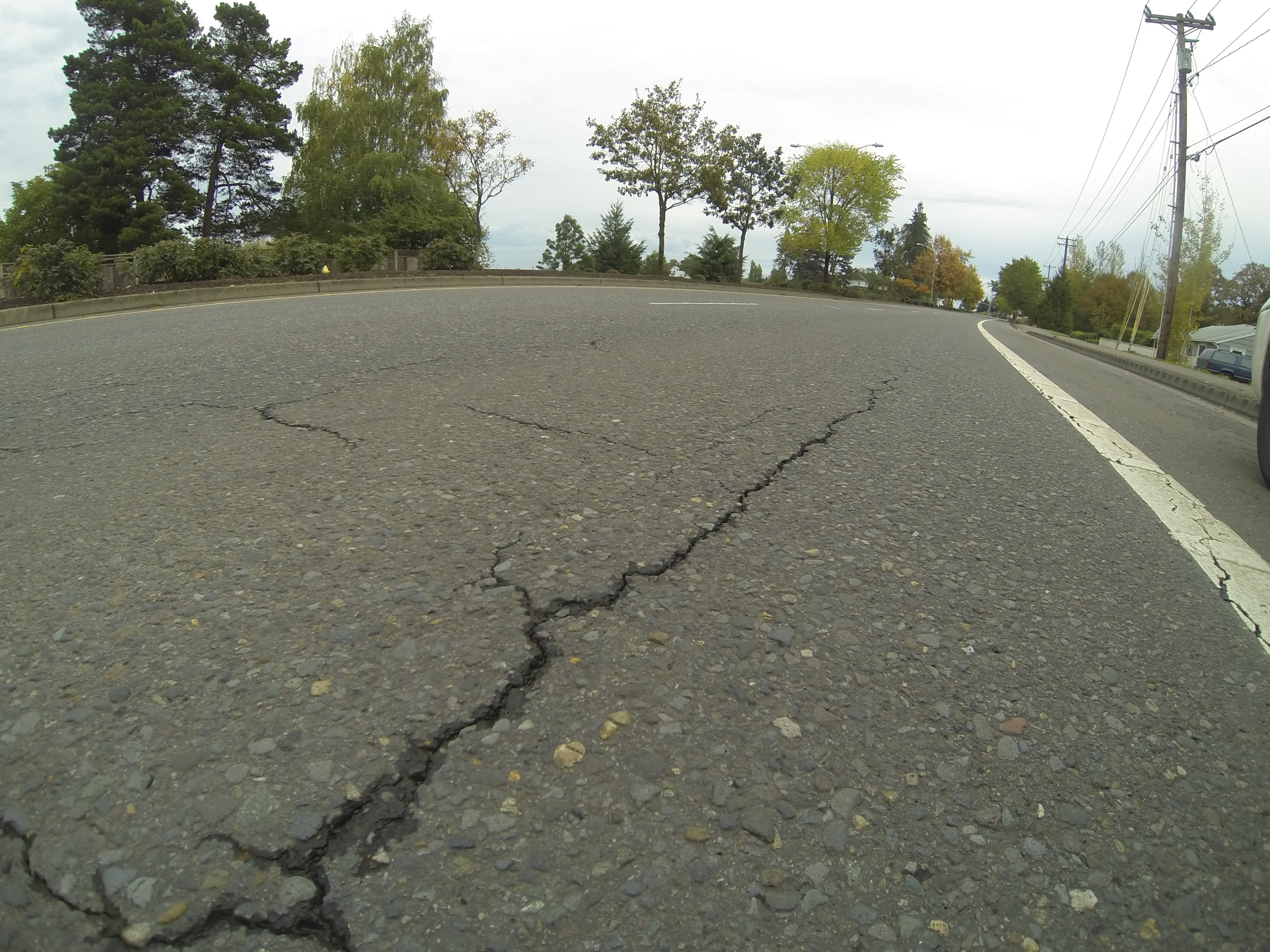
Asphalte fissuré.

La modélisation de la performance de la chaussée est l'étude de la détérioration de la chaussée tout au long de son cycle de vie,. 
La santé de la chaussée est évaluée à l'aide de différents indicateurs de performance. Certains des indicateurs de performance les plus connus sont PCI, IRI et PSI. Parmi les méthodes les plus fréquemment utilisées pour la modélisation de la performance des chaussées sont les modèles mécanistes, mécanistes-empiriques, les courbes de survie et les modèles de Markov. Récemment, des algorithmes d'apprentissage automatique ont également été utilisés à cette fin,.

## Causes de détérioration

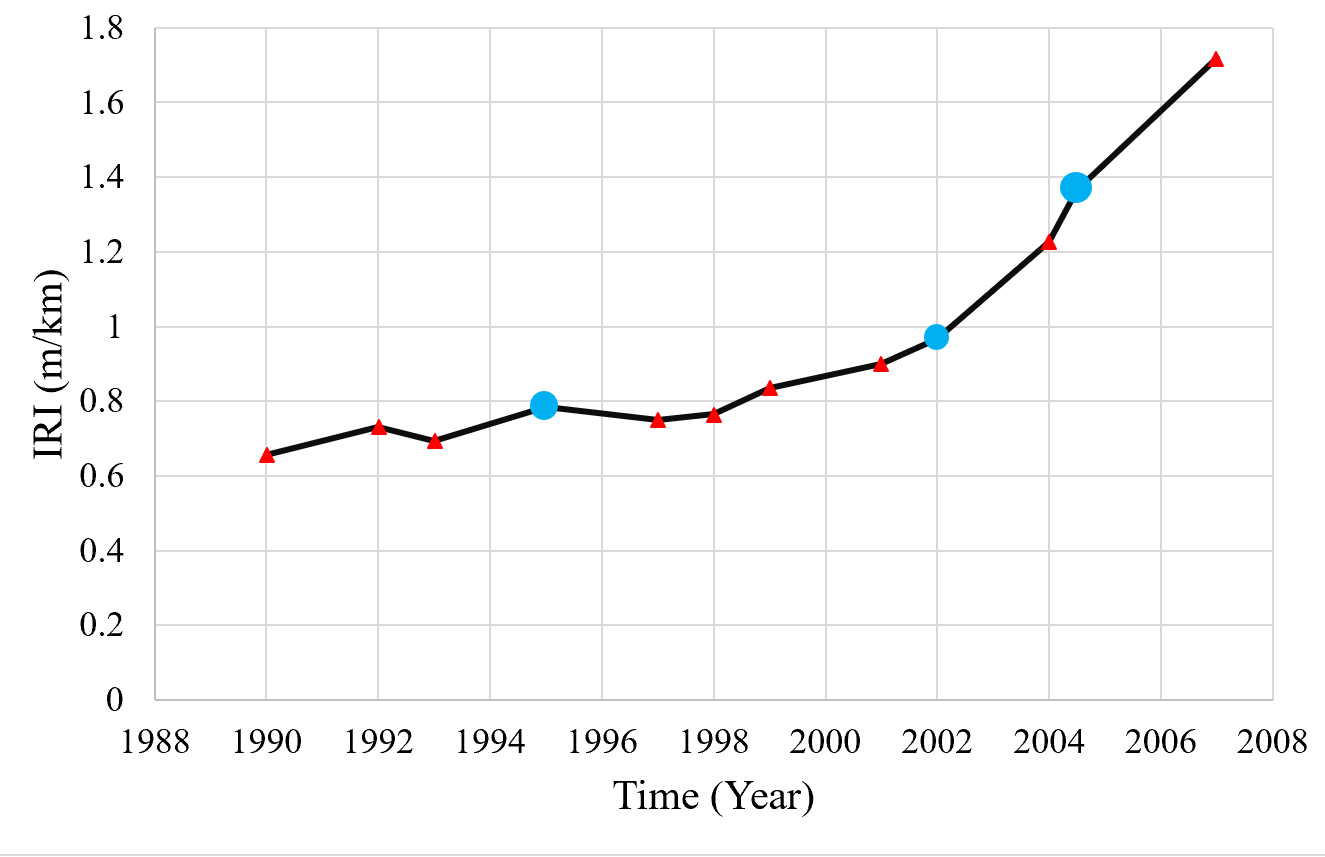
augmentation de l'IRI au fil du temps

La détérioration des routes est un phénomène complexe et est influencée par de nombreux facteurs. Ces facteurs peuvent être classés en quelques catégories: conception et construction, type de matériau, conditions environnementales et facteurs de gestion et d'exploitation,. Parmi les facteurs environnementaux les plus importants figurent les cycles de gel-dégel, la température maximale et minimale et les précipitations. Généralement, les routes exposées à un plus grand nombre de cycles de gel-dégel et à des niveaux de précipitations plus élevés se détériorent plus rapidement. D'un autre côté, les routes dans des climats secs et sans gel durent plus longtemps,. Le nombre de trafics et le type de trafic figurent parmi les attributs opérationnels importants. Des volumes de trafic généralement plus importants et des véhicules plus lourds tels que des camions sont corrélés à une dégradation plus rapide de la chaussée. 